# طيران البحرية السعودية
طَيَران القُوّات البَحْريَّة المَلَكيَّة السُّعُوديَّة ينقسم إلى عدة مجموعات رئيسية ويعد الذراع الجوي لبحرية القوات المسلحة السعودية.

## نظرة عامة

### مراحل التطور

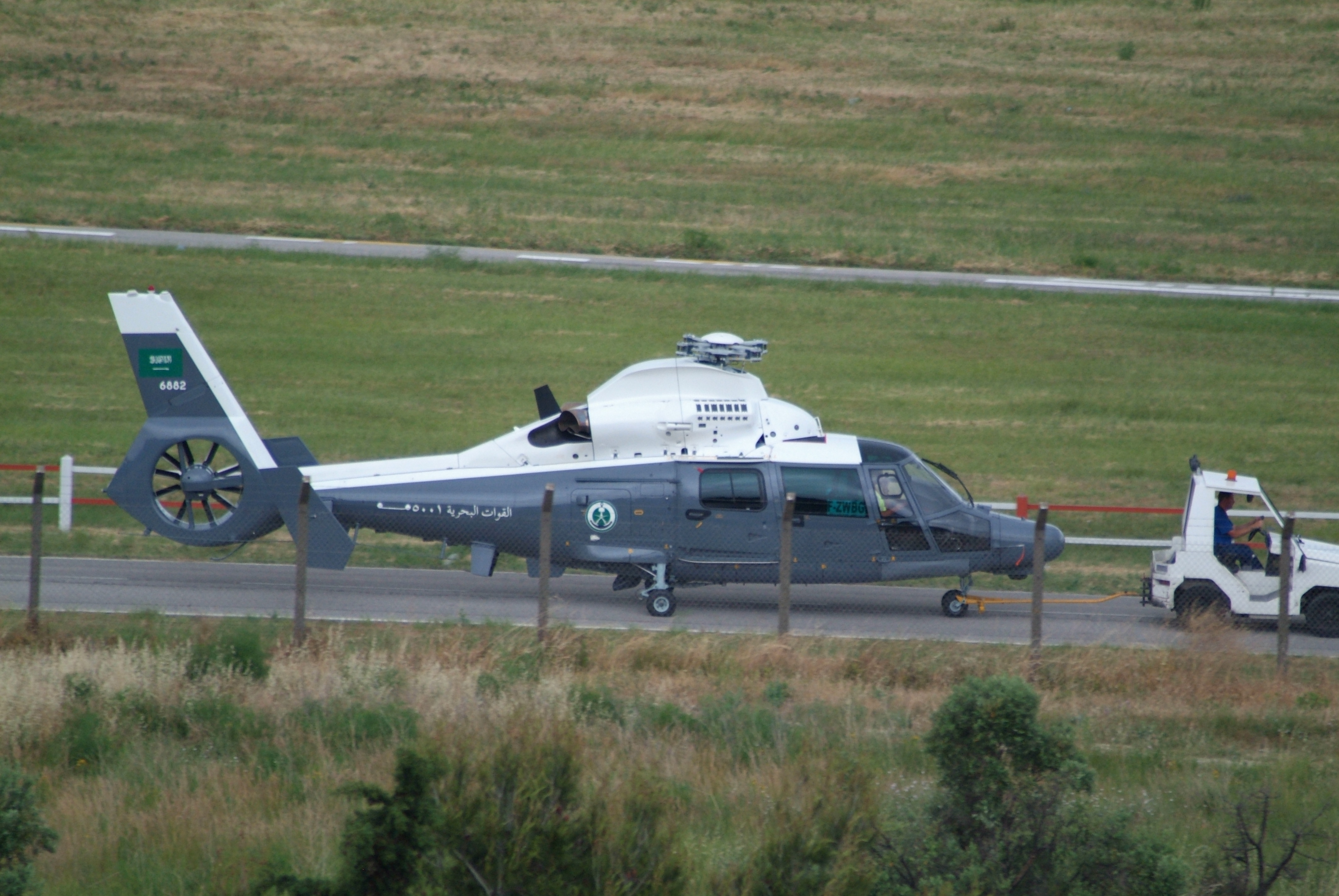
طائرة يوروكوبتر سعودية في مطار مارسيليا

تأسس سلاح الجو البحري السعودي في أواخر السبعينيات، ضمن مشروع التطوير البحري الثاني، الذي تم بموجبه تزويد البحرية السعودية بعدد من الطائرات العمودية، لتُساند السفن الحربية في تنفيذ المهام البحرية المنوطة بها. كما إن عدداً من هذه الطائرات البحرية، تُشارك في عمليات البحث والإنقاذ. في أواخر عام 1400 هـ تم الاتفاق على تنفيذ مشروع التطوير للقوات البحرية. ويتضمن المشروع تزويد القوات البحرية، بعدد من سفن التموين والسفن الحربية، وعدد من الطائرات العمودية، التي تستخدم في البحث والإنقاذ، وبعض المهمات الأخرى. وقد اكتمل المشروع تقريباً، ووصلت أول سفينة إلى المملكة بقيادة طاقم من الضباط والأفراد السعوديين، من منسوبي القوات البحرية. وفي أواخر عام 1405 هـ استُلمت أول طائرة عمودية ضمن مشروع (الصواري 1) بقيادة طيارين وفنيين سعوديين. وكان ذلك برفقة الفرقاطة الأولى (سفينة جلالة الملك المدينة). ومع اكتمال وصول جميع طائرات المشروع، بدأ العمل في جناح الطيران البحري الأول في قاعدة الملك فيصل البحرية بالغربية. وكان ذلك في بداية شهر محرم من عام 1406 هـ. ومع ازدياد عدد الطيارين والفنيين المؤهلين على هذا النوع من الطائرات، الذين أصبحوا يتلقون تدريبهم داخل المملكة، أُنشئت مدرسة التخصصات الفنية لطيران القوات البحرية، وبدأ العمل بسرب الطيران البحري الثاني في الأسطول الشرقي، في شهر صفر من عام 1408هـ. وفي شهر جمادى الثاني من عام 1409 هـ، تم إنشاء إدارة شؤون الطيران، بقيادة القوات البحرية في الرياض. وفي 5 جمادى الثاني 1411 هـ، اعتمد تشكيل جناح الطيران البحري الثاني في الشرقية. وفي بداية عام 1416 هـ تم استلام مشبهين للطائرات العمودية السوبر بوما والدولفين، لأغراض التدريب. وتم تركيبها في كلٍ من الأسطولين الشرقي والغربي.

### قواعد ومطارات
بناءً على توجيهات وزير الدفاع والطيران والمفتش العام تم إنشاء مطار القوات البحرية بمحافظة الجبيل بتاريخ 5 محرم 1406ھ، وتم تشغيل المطار يوم السبت الموافق 17 صفر 1408ھ بوصول عدد من طائرات (الدولفين) التابعة للقوات البحرية؛ كذلك تم إنشاء وتوسيع المستودعات والمكاتب وهناجر الطائرات. ونظراً إلى أهمية موقع المملكة العربية السعودية كان هناك حاجة ماسة لزيادة عدد الطائرات حيث وصلت في عام 1409ھ أول طائرة من نوع (سوبر بوما) إلى المطار، وتوالى بعد ذلك وصول الطائرات إلى جناح الطيران البحري الثاني بالأسطول الشرقي. ولإكمال فترة مراحل تدريب الطيارين نظرياً وعلمياً تم إنشاء جهاز مشبه للطائرات لمساعدة الطيارين على إكمال برامجهم التدريبية.

### طائرات الخدمة
| الطائرات                       | صور | بلد المنشأ       | النوع          | الطراز             | الكمية | ملاحظة |
| طائرات في الخدمة               |     |                  |                |                    |        |        |
| ------------------------------ | --- | ---------------- | -------------- | ------------------ | ------ | ------ |
| يوروكوبتر إيه أس 332 سوبر بوما |     | فرنسا            | ASW helicopter | B1, M1, F1S1, F1S2 | 20     |        |
| يوروكوبتر إيه إس365 دوفين      |     | فرنسا            | SAR helicopter |                    | 24     |        |
| إس إتش-60 سي هوك               |     | الولايات المتحدة |                | SH-60/MH-60        | 10     |        |

## خدمات جوية أخرى
| - القوات الجوية الملكية السعودية - طيران الجيش السعودي - طيران الأمن السعودي | - طيران الحرس الوطني - طيران حرس الحدود - هيئة الطيران المدني |